# Batalla de les grans planes
La batalla de les grans planes va enfrontar a Publi Corneli Escipió Africà Major i un combinat cartaginès i númida, durant la Segona Guerra Púnica entre la República Romana i Cartago. Amb la victòria romana, Escipió va obligar a Hanníbal Barca a abandonar les terres italianes i retornar precipitadament a Àfrica, on va ser derrotat pel mateix Escipió a la batalla de Zama.

## Preludi
Àsdrubal i Sifax havien aconseguit escapar dels campaments que el general romà Escipió i el seu aliat númida Masinissa havien destruït a la batalla d'Útica. Àsdrubal i Sifax van fugir amb un petit nombre de soldats que també havien aconseguit escapar de l'incendi dels seus campaments. En la seva fugida, es van trobar amb un contingent de 4.000 mercenaris celtibers provinents del sud de la península Ibèrica i amb aquestes noves forces, els cartaginesos van decidir intentar aturar, un cop més, l'avanç dels romans pel nord d'Àfrica. Amb aquest fi, es van forçar noves lleves tant a Cartago com a Numídia i aviat Àsdrubal i Sifax van poder reunir de nou un exèrcit de 30.000 homes. L'any 203 aC Escipió, va deixar el seu campament d'Útica per enfrontar-s'hi.

## Batalla
Àsdrubal va disposar als mercenaris celtibers en el centre de les seves tropes, flanquejats per la infanteria i cavalleria cartaginesa. Per la seva banda, Escipió va disposar de les seves tropes en una triple línia. Els hastats formaven la primera, els principes la segona i els triaris la tercera.
La càrrega de la cavalleria Romana i aliada númida va ser devastadora i va fer fugir de seguit a la infanteria cartaginesa, inexperta en la batalla, deixant als celtibers abandonats a la seva sort. Aquests, trobant-se en un país que no era el seu i sabent que no obtindrien pietat dels romans (ja que havien recolzat als cartaginesos des de l'inici de la guerra), van decidir de resistir fins al final. Els celtibers van poder sostenir l'atac de la primera línia romana, per això Escipió va ordenar a la segona i tercera línia que avancessin sobre els flancs, rodejant l'enemic.
Tots els celtibers van morir excepte un nombre molt reduït que va aconseguir escapar. Sifax va fugir de retorn al seu regne, però Escipió va enviar a la seva persecució a Masinissa i a Gai Leli, que el van derrotar en la batalla de Cirta, capturant-lo i portant-lo al campament romà com a presoner.Masinissa es va convertir en el nou rei de Numídia, esposant-se amb la dona de Sifax, Sofonisba, irònicament filla d'Àsdrubal fill de Giscó. A Escipió no li va plaure gens aquest matrimoni i va ordenar al seu aliat que li entregués la jove cartaginesa, però Sofonisba es va suïcidar.

## Conseqüències
Acabada la batalla, els cartaginesos no van tenir altra opció que acceptar els termes de pau oferts per Escipió, si bé a darrera hora van decidir d'ordenar a Hanníbal i el seu exèrcit de veterans que tornessin des d'Itàlia per una darrera batalla contra els Romans. Aquest darrer enfrontament tingué lloc a la batalla de Zama, que va acabar en una nova derrota cartaginesa i el consegüent final de la Segona Guerra Púnica.